# 阿迪尼莱韦里耶尔
阿迪尼莱韦里耶尔（法語：Hadigny-les-Verrières，法語發音：[adiɲi le vɛʁjɛʁ] ⓘ）是法国大东部大区孚日省的一个市镇，位于该省北部，属于埃皮纳勒区和埃皮纳勒城市圈公共社区。

## 地理
阿迪尼莱韦里耶尔（48°19'20"N, 6°27'40"E）面积13.74 平方千米，位于法国大東部大區孚日省，该省份为法国东北部内陆省份，北起默兹省和默尔特-摩泽尔省，西接上马恩省，南至上索恩省和贝尔福地区省，东临上莱茵省和下莱茵省。
与阿迪尼莱韦里耶尔接壤的市镇（或旧市镇、城区）包括：莫里维尔、勒安库尔、圣热内斯、赞库尔、巴德梅尼勒欧布瓦、摩泽尔河畔沙泰勒、迪尔比永河畔多梅夫尔。
阿迪尼莱韦里耶尔的时区为UTC+01:00、UTC+02:00（夏令时）。

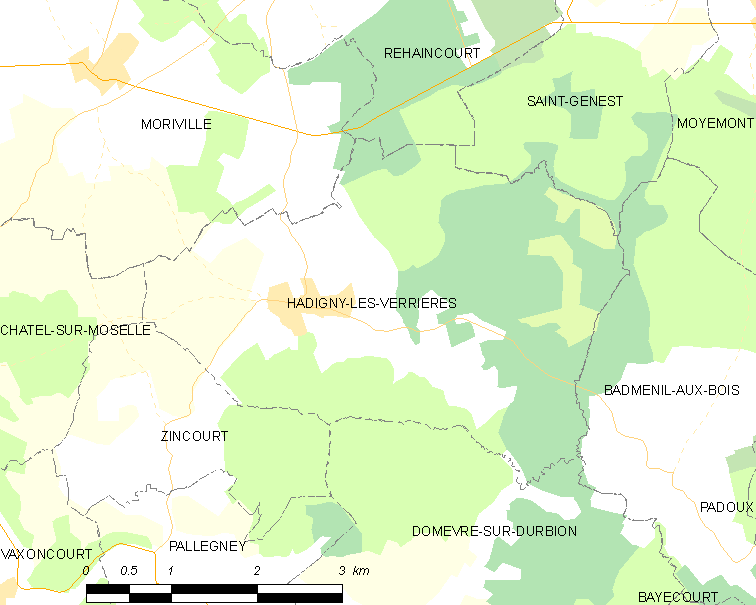
阿迪尼莱韦里耶尔的OSM定位图

## 行政
阿迪尼莱韦里耶尔的邮政编码为88330，INSEE市镇编码为88224。

## 政治
阿迪尼莱韦里耶尔所属的省级选区为沙尔姆县。

## 交通
孚日省省道D12线和D52线在境内交汇。

## 人口

1962-2008年间阿迪尼莱韦里耶尔人口变化图示

阿迪尼莱韦里耶尔于2022年1月1日时的人口数量为378人。